# 貞岡秀司
貞岡 秀司（さだおか しゅうじ、1969年3月17日 - ）は、日本の俳優、劇作家、演出家、演技講師。大阪府高槻市出身。Last Brand主宰。

## 作品
- Last Brand公演『CANCER MAN』（2005年）作・演出・出演。
- Last Brand公演『第八回全国安産大会』（2006年）作・演出・出演。
- Last Brand公演『明日のアトム』（2008年）作・演出・出演。日本劇作家協会新人戯曲賞 2008年（第14回）第一次選考通過作品。
- Last Brand公演『小指と殺し屋たち』（2008年）作・演出・出演。日本劇作家協会新人戯曲賞 2001年（第7回）第一次選考通過作品。
- Last Brand公演『言葉の消えゆく街で』（2008年）作・演出・出演。
- Last Brand公演『five plots 〜名探偵登場〜』（2010年）作・演出・出演。
- 『ラバーズコンチェルト』（2010年）脚本・演出。
- 神田蘭ドラマチック講談『闘え！踊るシングルマザーー！！』（2011年）演出。
- 神田蘭ドラマチック講談『花のお江戸のプリティウーマン　～だって！好きになっちゃったんだもん！！～』（2012年）演出。
- 神田蘭ドラマチック講談『アマテラス降臨　アマの岩戸開きより』（2012年）演出。
- 『地獄変』（2012年）原作：芥川龍之介、脚色・演出・出演。
- 舞踊団Baliasi特別企画『戯曲 二人静』（2015年）脚本・演出・出演。
- 『ベースボールファイターズ』（2017年) 脚本・演出[2]。
- 演劇革命企画『人生が二度あれば』（2017年）作・演出。
- 演劇革命企画『言葉の消え行く街で』（2017年）作・演出。
- 三栄町LIVE『Kuroko Love』（2017年）作・演出。
- 『Little Smile 〜ささやかな勇気の童話〜』（2017年）脚本・演出。公益財団法人SYD(修養団)協力[3]。
- 三栄町LIVE『月曜の夜、妻が消えた。』（2018年）作・演出。
- 三栄町LIVE『2811匹のネコ』（2018年）作・演出。
- 朗読劇『ひもとき』（2018年）作・演出。
- 三栄町LIVE＋榎本桜プロデュース『たかおとたかあき』（2018年）脚本・演出。出演 剣持直明、榎本桜。
- 舞踊団Baliasi企画『御伽草子』（2018年）脚本・出演。
- 三栄町LIVE＋秋田書店プロデュース『ヤンチャン学園しばいぶ！ 〜はじめまして！恋のはなびは断然ハートのSnow Drop！〜』（2018年）脚本・演出。
- モノ色舞戯プロデュース公演『ぎざじゅう』（2018年）作・演出。
- 『little smile 〜パヤタスに降る星より〜』（2018年）脚本・演出。公益財団法人SYD(修養団)協力。
- 三栄町LIVE『平成フィーーードバック‼』（2018年）作・演出。
- 三栄町LIVE『尻盗り物語』（2019年）作・演出。
- 三栄町LIVE×田口真太朗プロデュース『WOMAN,AND ELEVEN』（2019年）脚本。
- DANPARAカンパニー公演『ねこふんじゃった』（2019年）脚本・演出。
- 首都高環境フェアinお台場（2020年）ステージ 作・演出。
- 三栄町LIVE『もじ式』（2020年）作・演出。